# Motezuma
Motezuma (título original en italiano; en español, Moctezuma) es un dramma per musica en tres actos con música de Antonio Vivaldi y libreto en italiano escrito originalmente por Girolamo Giusti, basado en el libro Historia de la conquista de México, población y progresos de la América septentrional, conocida con el nombre de Nueva España de Antonio de Solís y Rivadeneyra, publicado en 1684 en Madrid. Se estrenó el 14 de noviembre de 1733 en el Teatro Sant'Angelo de Venecia.

## Historia
El estreno de esta ópera tuvo lugar el 14 de noviembre de 1733 en el Teatro Sant'Angelo de Venecia. A esta ópera se le hace mención en varios libros de referencia bajo el nombre de Montezuma, pero el reciente descubrimiento de los manuscritos ha develado que el nombre original es Motezuma
La música había quedado perdida tras la muerte del compositor, llegando hasta nuestros días solamente la letra. En 2002 se redescubrió la partitura en el archivo de la biblioteca de la Sing-Akademie zu Berlín, una antigua agrupación coral con una rica tradición musical. Tras la Segunda Guerra Mundial, su biblioteca fue saqueada por el Ejército Rojo y llevada a la Unión Soviética. Tras un largo periplo el archivo acabó en Kiev, en la actual Ucrania, donde el musicólogo Steffen Voss descubrió la música de esta ópera, aunque el principio del primer acto y un fragmento del tercero habían desaparecido.
El 11 de junio de 2005 en el Concert Hall De Doelen de Róterdam se llevó a cabo una versión de concierto de la ópera, dirigida por Federico Maria Sardelli, la primera representación de la misma desde el siglo XVIII. El estreno mundial en tiempos modernos tuvo lugar el 21 de septiembre de 2005 en Düsseldorf, como parte del Altstadtherbst Kulturfestival, en una producción de Uwe Schmitz-Gielsdorf, diseñada por Paolo Atzori con la orquesta Modo Antiquo dirigida por Sardelli. Deutsche Grammophon ha realizado una grabación con Il Complesso Barocco, dirigida por Alan Curtis.
Esta ópera se representa poco; en las estadísticas de Operabase aparece la n.º 232 de las óperas representadas en 2005-2010, siendo la 70.ª en Italia y la primera de Vivaldi, con 11 representaciones en el período.

## Personajes
| Personaje                                      | Tesitura                          | Reparto el 14 de noviembre de 1733. Director: |
| ---------------------------------------------- | --------------------------------- | --------------------------------------------- |
| Moctezuma Xocoyotzin (emperador azteca)        | barítono                          | Massimiliano Miler                            |
| Mitrena (esposa de Moctezuma)                  | contralto                         | Anna Girò                                     |
| Teutile (Isabel Moctezuma, hija de Moctezuma)  | soprano                           | Gioseffa Pircker                              |
| Fernando (Hernán Cortés, conquistador español) | mezzosoprano castrato             | Francesco Bilanzoni                           |
| Ramiro (hermano de Fernando)                   | mezzosoprano (papel con calzones) | Angiola Zannuchi                              |
| Asprano (Cuitláhuac, general azteca)           | soprano castrato                  | Marianino Nicolini                            |

## Argumento
El libreto de Giusti usa como argumento por primera vez en la historia de la ópera la conquista de América, y viene a narrar las últimas horas del emperador azteca prisionero del conquistador Hernán Cortés, denominado en la ópera Fernando de una forma un tanto imaginativa ya que siguiendo la costumbre de la época la ópera acaba con un final feliz.
Motezuma está oculto en su palacio donde su mujer Mitrena y su hija Teutile están considerando suicidarse. El emperador aparece encarcelado por los españoles, pero el amor secreto entre Teutile y Ramiro (hermano de Fernando) impide a esta tener el valor necesario para quitarse la vida. Mientras tienen lugar varias disputas entre los protagonistas, los españoles vencen la batalla definitiva, aunque Fernando permanece atrapado en una torre asediada por Asprano. Los mexicas interrogan al oráculo, el cual les responde que deberán sacrificar un español y que Teutile protegerá el reino. Ramiro salva a Fernando gracias a una salida secreta antes de que Asprano reduzca la torre a  cenizas, para luego poner a salvo a su amada Teutile. Después de numerosas intrigas, Fernando fija la boda de Ramiro y Teutile. Entonces, Motezuma y Mitrena entienden que el oráculo no exigía un sacrificio humano, sino el sacramento del matrimonio. La ópera culmina con Motezuma y Fernando haciendo las paces y volviendo este último cargado de gloria a su patria, mientras que Ramiro se queda para gobernar esas tierras en nombre de la corona.

## Estructura de la obra

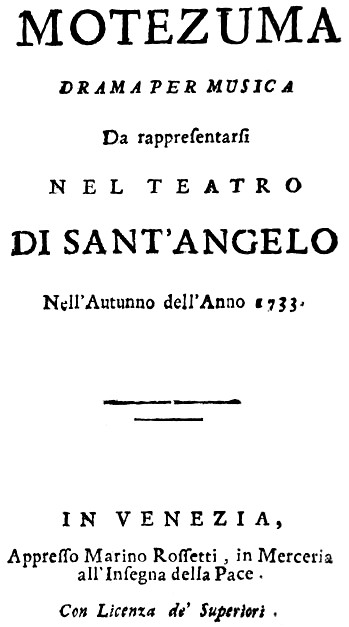

Obertura:
Sinfonía
Allegro
Adagio Molto
Allegro
Acto  I:

Escena 1 
Recitativo, "Son vinto eterni dei!" (Monctezuma-Mitrena-Teutile)
Escena 2-3
Recitativo accompagnato, "Non ha bisogno" (Monctezuma)
Aria, "Gl'oltraggi della sorte" (Montezuma)
Escena 4
Recitativo, "Che legge e questa mai!" (Teutile-Fernando-Monctezuma-Ramiro)
Escena 5
Aria, "Dallo sdegno, che m'accende" (Fernando)
Escena 6
Recitativo, "Mirarti appena ardisco idolo mio" (Ramiro-Teutile)
Aria, "Barbaro piu non sento" (Teutile)
Escena 7
Recitativo, "In fausto di, quante sciagure" (Ramiro)
Aria, "Tace il labro, ed il mio affetto" (Ramiro)
Escena 8
Recitativo accompagnato, "Numi, se ancor pietosi volgiete" (Monctezuma)
Escena 9-13
Recitativo, "Seguime. - Che ricerchi?" (Todos)
Escena 14
Recitativo accompagnato, "Ah no... Ferma... t'arresta..." (Mitrena-Fernando)
Aria, "I cenni d'un sovrano" (Fernando)
Escena 15
Recitativo accompagnato, "Confesso non discerno, ove son" (Montezuma)
Aria, "Se prescritta e in questo giorno" (Montezuma)
Escena 16
Recitativo accompagnato, "Parte l'afflitto sposo" (Mitrena)
Aria, "S'impugni la spada" (Mitrena)
Acto II

Escena 1
Recitativo, "Di questo a me lascia la cura"
Aria, "Brilleran per noi piu belle"
Escena 4
Recitativo, "Fernando il gran momento"
Recitativo accompagnato, "Di che tu lagni?"
Escena 5
Recitativo, "E guerra avrai"
Aria (Trío), "A battaglia"
Escena 7
Aria, "Sei troppo, troppo facile"
Escena 10
Recitativo, "Fuggi Ramiro"
Aria, "In mezzo alla procella"
Escena 11-13
Recitativo accompagnato, "Vane crudel, distruggi..."
Escena 13
Aria, "Un guardo, oh Dio"
Escena 14
Recitativo, "Vanne, che venticata:"
Aria, "La figlia, lo sposo"
Acto III

Escena 1
Recitativo, "Esci german, pria che peggior destino"
Aria, "L'aquila generosa"
Escena 2
Recitativo e Aria, "Or que salvo il german", "Anche in mezzo del contenti"
Escena 3
Aria, "Dal timor, dallo spavento:"
Escena 4
Recitativo y Aria, "Ecco fideli miei, Nalla stagion ardente"
Escena 5
Sinfonía Fúnebre
Aria, "L'agione dell'alma afflitta"
Escena 6
Recitativo, "Figlia una volta ancora"
Escena 9
Recitativo, "Senza cor, senza nume"
Escena 10
Recitativo y Aria, "Stelle vinceste, Dov'e la figlia"
Escena 11
Coro y Recitativo, "Al gran genio guerriero"
Última escena 
Recitativo, "Seguimi, e non temer"
Final, "Imeneo che sei d'amori"

## En otras artes
La ópera juega un papel destacado en la novela del escritor cubano Alejo Carpentier Concierto barroco, en la que el Amo, un novohispano que acompañado de su sirviente Filomeno ha viajado a Venecia, da la idea de esta ópera a Vivaldi. Más adelante, el Amo se queja de la adaptación poco adecuada a la realidad histórica. 